# Fontaine-en-Dormois
Fontaine-en-Dormois é uma comuna francesa na região administrativa do Grande Leste, no departamento de Marne. Estende-se por uma área de 5.29 km², e possui 12 habitantes, segundo o censo de 2018, com uma densidade de 2.3 hab/km².